# Dirk Heitkamp
Dirk Heitkamp (* 14. Februar 1963 in Bochum) ist ein ehemaliger deutscher Fußballspieler.
Aus der Nachwuchsabteilung des VfL Bochum hervorgegangen, spielte Dirk Heitkamp von 1983 bis 1985 für den 1. FC Bocholt in der Oberliga Nordrhein. Er bestritt von 1987 bis 1989 18 Spiele in der 1. Bundesliga für Eintracht Frankfurt, nachdem er in den beiden vorangegangenen Jahren als offensiver Mittelfeldspieler maßgeblich am Aufstieg von Rot-Weiss Essen in die 2. Fußball-Bundesliga und dem guten Mittelfeldplatz in der Saison 1986/87 beteiligt gewesen war (33 Spiele/17 Tore). Eine Verletzung und die damit verbundene Sportinvalidität beendeten seine Profi-Laufbahn vorzeitig.

## Stationen
- 1980–1983 VfL Bochum
- 1983–1985 1. FC Bocholt
- 1985–1987 Rot-Weiss Essen
- 1987–1989 Eintracht Frankfurt
- 1989–1991 VfB Hüls